# جوان خام
جوان خام (به روسی: Подросток, Podrostok) رمانی از نویسندهٔ روس فیودور داستایفسکی است که در سال ۱۸۷۵ منتشر شد.
این رمان شرح احوال جوان ۱۹ سالهٔ روشنفکری با نام «آرکادی دولگوروکی»، فرزند نامشروع ملاکی زنباره به نام «ورسیلوف» است. داستان بر تضاد ایدئولوژیک مستمر پدر و پسر تمرکز دارد که نمایانگر تقابل تفکر سنتی نسل ۱۸۴۰ با نظرات پوچ‌گرایانهٔ نسل ۱۸۶۰ روسیه است.